# Септем-ле-Валлон
Септем-ле-Валлон (фр. Septèmes-les-Vallons) — коммуна на юго-востоке Франции в регионе Прованс — Альпы — Лазурный Берег, департамент Буш-дю-Рон, округ Экс-ан-Прованс, кантон Гардан.
Площадь коммуны — 17,84 км², население — 10 117 человек (2006) с тенденцией к стабилизации: 10 708 человек (2012), плотность населения — 600,2 чел/км².

## Население
Население коммуны в 2011 году составляло 11 067 человек, а в 2012 году — 10708 человек.
| 1962 | 1968 | 1975  | 1982  | 1990  | 1999  | 2006  | 2011  | 2012  |
| ---- | ---- | ----- | ----- | ----- | ----- | ----- | ----- | ----- |
| 4600 | 5844 | 10827 | 10681 | 10415 | 10202 | 10117 | 11067 | 10708 |

Динамика населения:

## Экономика
В 2010 году из 6830 человек трудоспособного возраста (от 15 до 64 лет) 4791 были экономически активными, 2039 — неактивными (показатель активности 70,1 %, в 1999 году — 65,2 %). Из 4791 активных трудоспособных жителей работали 4164 человека (2109 мужчин и 2055 женщин), 627 числились безработными (303 мужчины и 324 женщины). Среди 2039 трудоспособных неактивных граждан 598 были учениками либо студентами, 591 — пенсионерами, а ещё 850 — были неактивны в силу других причин.
На протяжении 2010 года в коммуне числилось 4206 облагаемых налогом домохозяйств, в которых проживало 10 643,0 человека. При этом медиана доходов составила 18 тысяч 711 евро на одного налогоплательщика.